# Helicolenus alporti
Helicolenus alporti is een straalvinnige vissensoort uit de familie van schorpioenvissen (Sebastidae). De wetenschappelijke naam van de soort is voor het eerst geldig gepubliceerd in 1873 door Castelnau.